# Eerste klasse schaken 1935/36
Het Eerste klasse-seizoen 1935/36 was het 16e seizoen van de Eerste klasse, destijds de hoogste schaakcompetitie van Nederland. Zes teams van schaakverenigingen streden om het landskampioenschap, dat gewonnen werd door het Vereenigd Amsterdamsch Schaakgenootschap.
Net als vorig seizoen wist het Haarlemsch Schaakgenootschap het kampioenschap in de Tweede klasse op te eisen, en ook dit seizoen mocht het in een play-off opnemen tegen het Bussums Schaakgenootschap, de laagst geklasseerde ploeg in de Eerste klasse. 
Bussum won de eerste wedstrijd en Haarlem de tweede, waarop een beslissingswedstrijd moest worden afgewerkt. Bussum won deze wedstrijd met 5½-4½ en handhaafde zich.

## Eindstand
| # | Team    | MP | BP  |
| - | ------- | -- | --- |
| 1 | VAS     | 9  | 36½ |
| 2 | DD      | 7  | 29  |
| 3 | NRSV    | 6  | 28  |
| 4 | ASC     | 4  | 22½ |
| 5 | Utrecht | 2  | 18½ |
| 6 | Bussum  | 2  | 15½ |

### Legenda
|  | Landskampioen          |
|  | Play-off om degradatie |

Eerste klasse

1920/21 · 1921/22 · 1922/23 · 1923/24 · 1924/25 · 1925/26 · 1926/27 · 1927/28 · 1928/29 · 1929/30 · 1930/31 · 1931/32 · 1932/33 · 1933/34 · 1934/35 · 1935/36 · 1936/37 · 1937/38 · 1938/39 · 1939/40 · 1940/41 · 1941/42
Hoofdklasse

1942/43 · 1943/44 · 1944/45 · 1945/46 · 1946/47 · 1947/48 · 
1948/49 · 1949/50 · 1950/51 · 1951/52 · 1952/53 · 1953/54 · 1954/55 · 1955/56 · 1956/57 · 1957/58 · 1958/59 · 1959/60 · 1960/61 · 1961/62 · 1962/63 · 1963/64 · 1964/65 · 1965/66 · 1966/67 · 1967/68 · 1968/69 · 1969/70 · 1970/71 · 1971/72 · 1972/73 · 1973/74 · 1974/75 · 1975/76 · 1976/77 · 1977/78 · 1978/79 · 1979/80 · 1980/81 · 1981/82 · 1982/83 · 1983/84 · 1984/85 · 1985/86 · 1986/87 · 1987/88 · 1988/89 · 1990/91 · 1991/92 · 1992/93 · 1993/94 · 1994/95 · 1995/96
Meesterklasse

1996/97 · 1997/98 · 1998/99 · 1999/00 · 2000/01 · 2001/02 · 2002/03 · 2003/04 · 2004/05 · 2005/06 · 2006/07 · 2007/08 · 2008/09 · 2009/10 · 2010/11 · 2011/12 · 2012/13 · 2013/14 · 2014/15 · 2015/16 · 2016/17 · 2017/18· 2018/19 · 2019/20 · 2020/21 · 2021/22 · 2022/23 · 2023/24 · 2024/25